# QuakeSat
QuakeSat (von Engl.: quake - Beben) ist ein Kleinsatellit zur Erprobung experimenteller Methoden der Erdbebenvorhersage. Der Erdbeobachtungssatellit wird von der Firma QuakeFinder in Palo Alto, Kalifornien betrieben, in die Konstruktion waren mehrere studentische Projektgruppen eingebunden. Als Amateurfunk-Nutzlast trägt QuakeSat eine Funkbake.
Zur Vorhersage werden langsame Schwankungen des elektrischen Feldes (ELF), die Erdbeben vorhergehen, vermessen. Der Vorhersageerfolg dieses Verfahrens ist nicht unumstritten. Auf einem ähnlichen Konzept basiert der französische Satellit Demeter. QuakeSat entspricht der Spezifikation für einen Drei-Würfel-Cubesat, Hauptinstrument ist ein Magnetometer an einem 60 Zentimeter langen Teleskopausleger.
Der Satellit wurde zusammen mit anderen CubeSats am 30. Juni 2003 von einer russischen Rockot ins All verbracht.